# Sejm Rzeczypospolitej Polskiej III kadencji (1997–2001)
Sejm III kadencji – skład Sejmu III kadencji wyłoniony został w wyborach do Sejmu i Senatu przeprowadzonych 21 IX 1997.

## Kadencja Sejmu
Kadencja Sejmu rozpoczęła się z dniem zwołania przez Prezydenta RP pierwszego posiedzenia Sejmu wyznaczonego na 20 X 1997 i upłynęła w przeddzień pierwszego posiedzenia Sejmu IV kadencji 18 X 2001.

## Posiedzenia Sejmu
Terminarz posiedzeń Sejmu
1. posiedzenie: 20 X, 21 X, 28 X, 5 XI, 6 XI 1997
2. posiedzenie: 10 XI 1997
3. posiedzenie: 19 XI, 20 XI 1997
4. posiedzenie: 3 XII, 4 XII 1997
5. posiedzenie: 11 XII, 12 XII 1997
6. posiedzenie: 17 XII, 18 XII 1997
7. posiedzenie: 30 XII 1997
8. posiedzenie: 8 I 1998
9. posiedzenie: 21 I, 22 I 1998
10. posiedzenie: 23 I 1998
11. posiedzenie: 5 II, 6 II 1998
12. posiedzenie: 18 II, 19 II 1998
13. posiedzenie: 4 III, 5 III 1998
14. posiedzenie: 18 III, 19 III, 20 III 1998
15. posiedzenie: 1 IV, 2 IV, 3 IV 1998
16. posiedzenie: 22 IV, 23 IV, 24 IV 1998
17. posiedzenie: 6 V, 7 V, 8 V 1998
18. posiedzenie: 20 V, 21 V, 22 V 1998
19. posiedzenie: 28 V, 29 V 1998
20. posiedzenie: 3 VI, 4 VI, 5 VI 1998
21. posiedzenie: 17 VI, 18 VI, 19 VI 1998
22. posiedzenie: 25 VI, 26 VI 1998
23. posiedzenie: 1 VII, 2 VII, 3 VII 1998
24. posiedzenie: 15 VII, 16 VII, 17 VII, 18 VII 1998
25. posiedzenie: 22 VII, 23 VII, 24 VII, 25 VII 1998
26. posiedzenie: 27 VIII, 28 VIII 1998
27. posiedzenie: 9 IX, 10 IX, 11 IX 1998
28. posiedzenie: 16 IX 1998
29. posiedzenie: 22 IX, 23 IX 1998
30. posiedzenie: 29 IX, 30 IX 1998
31. posiedzenie: 13 X 1998
32. posiedzenie: 21 X, 22 X, 23 X 1998
33. posiedzenie: 4 XI, 5 XI, 6 XI, 9 XI 1998
34. posiedzenie: 9 XI, 10 XI 1998
35. posiedzenie: 18 XI, 19 XI, 20 XI 1998
36. posiedzenie: 25 XI, 26 XI 1998
37. posiedzenie: 2 XII, 3 XII, 4 XII 1998
38. posiedzenie: 10 XII 1998
39. posiedzenie: 16 XII, 17 XII, 18 XII 1998
40. posiedzenie: 29 XII 1998
41. posiedzenie: 5 I, 6 I, 7 I 1999
42. posiedzenie: 8 I 1999
43. posiedzenie: 20 I, 21 I, 22 I 1999
44. posiedzenie: 17 II, 18 II, 19 II 1999
45. posiedzenie: 2 III, 3 III, 4 III, 5 III 1999
46. posiedzenie: 17 III, 18 III, 19 III 1999
47. posiedzenie: 8 IV, 9 IV i 10 IV 1999
48. posiedzenie: 21 IV, 22 IV, 23 IV 1999
49. posiedzenie: 6 V, 7, 8 V 1999
50. posiedzenie: 19 V, 20 V, 21 V 1999
51. posiedzenie: 17 VI, 18 VI, 19 VI 1999
52. posiedzenie: 23 VI, 24 VI, 25 VI 1999
53. posiedzenie: 2 VII 1999
54. posiedzenie: 7 VII, 8 VII, 9 VII 1999
55. posiedzenie: 21 VII, 22, 23 i 24 lipca 1999
56. posiedzenie: 2 IX, 3 IX 1999
57. posiedzenie: 8 IX, 9 IX, 10 IX 1999
58. posiedzenie: 22 IX, 23 IX, 24 IX 1999
59. posiedzenie: 6 X, 7 X, 8 X 1999
60. posiedzenie: 14 X 1999
61. posiedzenie: 20 X, 21 X 22 X 1999
62. posiedzenie: 3 XI, 4 XI, 5 XI 1999
63. posiedzenie: 9 XI, 12 XI, 16 XI 1999
64. posiedzenie: 17 XI, 18 XI, 19 XI, 20 XI 1999
65. posiedzenie: 1 XII, 2 XII, 3 XII 1999
66. posiedzenie: 14 XII, 15 XII, 16 XII 1999
67. posiedzenie: 21 XII, 22 XII, 23 XII 1999
68. posiedzenie: 23 XII 1999
69. posiedzenie: 5 I, 6 I, 7 I 2000
70. posiedzenie: 19 I, 20 I, 21 I, 22 I 2000
71. posiedzenie: 16 II, 17 II, 18 II 2000
72. posiedzenie: 29 II , 1 III, 2III, 3 III 2000
73. posiedzenie: 15 III, 16 III, 17 III 2000
74. posiedzenie: 28 III, 29 III, 30 III, 31 III 2000
75. posiedzenie: 12 IV, 13 IV, 14 IV 2000
76. posiedzenie: 27 IV, 28 IV 2000
77. posiedzenie: 29 IV 2000
78. posiedzenie: 9 V, 10 V, 11 V, 12 V 2000
79. posiedzenie: 23 V, 24 V, 25 V, 26 V 2000
80. posiedzenie: 6 VI, 7 VI, 8 VI, 9 VI 2000
81. posiedzenie: 28 VI, 29 VI, 30 VI 2000
82. posiedzenie: 12 VII, 13 VII, 14 VII 2000
83. posiedzenie: 19 VII, 20 VII, 21 VII 2000
84. posiedzenie: 25 VII, 26 VII 2000
85. posiedzenie: 6 IX, 7 IX, 8 IX, 9 IX 2000
86. posiedzenie: 13 IX, 14 IX, 15 IX 2000
87. posiedzenie: 20 IX, 21 IX, 22 IX 2000
88. posiedzenie: 11 X, 12 X, 13 X 2000
89. posiedzenie: 25 X, 26 X 2000
90. posiedzenie: 8 XI, 9 XI 2000
91. posiedzenie: 15 XI, 16 XI, 17 XI 2000
92. posiedzenie: 28 XI, 29 XI, 30 XI 2000
93. posiedzenie: 6 XII, 7 XII, 8 XII 2000
94. posiedzenie: 14 XII, 15 XII 2000
95. posiedzenie: 20 XII, 21 XII, 22 XII 2000
96. posiedzenie: 23 XII 2000
97. posiedzenie: 10 I, 11 I 2001
98. posiedzenie: 17 I, 18 I 2001
99. posiedzenie: 31 I, 1 II 2001
100. posiedzenie: 3 II 2001
101. posiedzenie: 14 II, 15 II, 16 II 2001
102. posiedzenie: 28 II, 1 III, 2 III, 7 III 2001
103. posiedzenie: 8 III 2001
104. posiedzenie: 14 III, 15 III, 16 III 2001
105. posiedzenie: 27 III, 28 III, 29 III, 30 III 2001
106. posiedzenie: 10 IV, 11 IV 2001
107. posiedzenie: 24 IV, 25 IV, 26 IV, 27 IV 2001
108. posiedzenie: 8 V, 9 V, 10 V, 11 V 2001
109. posiedzenie: 22 V, 23 V, 24 V, 25 V 2001
110. posiedzenie: 5 VI, 6 VI, 7 VI, 8 VI 2001
111. posiedzenie: 19 VI, 20 VI, 21 VI, 22 VI 2001
112. posiedzenie: 4 VII, 5 VII, 6 VII 2001
113. posiedzenie: 18 VII, 19 VII, 20 VII 2001
114. posiedzenie: 24 VII, 25 VII, 26 VII, 27 VII 2001
115. posiedzenie: 27 VII, 28 VII 2001
116. posiedzenie: 10 VII, 11 VII 2001
117. posiedzenie: 22 IX, 23 IX, 24 IX 2001
118. posiedzenie: 5 IX, 6 IX 2001
119. posiedzenie: 18 IX 2001

## Marszałek Sejmu
Urząd marszałka przez całą kadencję Sejmu pełnił poseł Maciej Płażyński.

## Prace Sejmu
- 11 VI 1999 – w sali obrad Sejmu przed posłami i senatorami przemawiał papież Jan Paweł II
- 23 XII 2000 – Sejm i Senat obradujący jako Zgromadzenie Narodowe przyjęły przysięgę złożoną przez Prezydenta RP Aleksandra Kwaśniewskiego